# Edward Ajado
Edward Alabi Ajado (geboren am 1. März 1929; gestorben am 26. Dezember 1980 in Lagos) war ein nigerianischer Sprinter.
Bei den Olympischen Spielen 1952 in Helsinki schied Edward Ajado über 100 und 200 Meter im Vorlauf aus.
1954 wurde er bei den British Empire and Commonwealth Games in Vancouver über 100 Yards mit seiner persönlichen Bestzeit von 9,7 s Vierter und gewann Silber mit der nigerianischen 4-mal-110-Yards-Stafette.
Bei den Olympischen Spielen 1956 in Melbourne erreichte er über 100 Meter das Viertelfinale; in der 4-mal-100-Meter-Staffel wurde er mit der nigerianischen Mannschaft im Vorlauf disqualifiziert.